# Ignácz Pfeifer
Ignácz Pfeifer (* 30. September 1867 in Szentgál im Komitat Veszprém; † 7. September 1941 in Budapest) war ein ungarischer Chemiker.
Nach seinem Studium der Chemie von September 1887 bis 1892 an der Josephs-Universität in Budapest war er für zwei Jahre Lehrbeauftragter an der Fakultät für Chemie und Technologie. In dieser Zeit verfasste er ein Buch mit Alkohol-Tabellen. 
Er wechselte dann an das chemische Labor der ungarischen Staatsbahn Magyar Államvasutak, wo er ein Verfahren zur Bestimmung der Wasserhärte, den sogenannten Wartha-Pfeifer-Prozess, entwickelte. Die nächsten vier Jahre beschäftigte er sich mit der chemischen Reinigung von Kesselwasser und der Verringerung der Korrosion und Verkrustung. 
Er beschäftigte sich auch mit Heizungstechnik, untersuchte die Eignung von Kohlen zur Hausheizung, und wies deren Import als überflüssig nach. 1898 veröffentlichte er Survey of Boiler Furnace Constructions. 
1900 wurde er Privatdozent an der Josephs-Universität. In dieser Zeit gab er zwei Zeitschriften heraus. 
1903 eröffnete er ein technisches Büro und beschäftigte sich mit Problemen der Gasgeneratoren. Er entwickelte dafür ein Gasanalysegerät und patentierte ein Verfahren zur Produktion von teerfreiem Generatorgas aus Braunkohle. 
Mit Vince Wartha beteiligte er sich an der Entwicklung der Gaswerke von Budapest, studierte die Zusammensetzung von Erdgas in Ungarn und machte eine detaillierte Aussage über die Ausbeutung von Erdgas. Er war auch erfolgreich bei der Halogenierung von Methan. 
Auf Empfehlung Warthas wurde er 1907 mit dem Titel Assistenz Professor ausgezeichnet und für sieben Jahre als Professor an das Institut für Chemische Technologie berufen. Um 1910 gab es dort antisemitische Tendenzen. Nach seiner zwangsweisen Zurruhesetzung, wurde er zunächst Berater für das Gaswerk Baumberg in Hamburg. Bald darauf wurde er auf Einladung von Lipót Aschner, dem Generaldirektor und Miteigentümer der Tungsram-Werke, Leiter des Forschungs- und Entwicklungslabors. 
Er war Mitglied der ungarischen Chemischen Gesellschaft, deren Präsident er 1929 wurde. 